# Louis-Philippe Brodeur
Pour les articles homonymes, voir Brodeur.
Louis-Philippe Brodeur, né le 22 août 1862 à Beloeil et mort le 2 janvier 1924 à Sillery, est un avocat et un homme politique québécois. Il est lieutenant-gouverneur du Québec de 1923 à 1924. En date de septembre 2020, il est le lieutenant-gouverneur ayant resté en poste le moins longtemps, soit deux mois et un jour.

## Biographie
Il est né à Beloeil, fils de Toussaint Brodeur un agriculteur et de Justine Lambert, il épouse à Beloeil Emma Brillon le 27 juin 1887 avec qui il eut cinq enfants, quatre fils et une fille.
Il a été ministre des pêches de 1906 à 1911. Il était un proche de Wilfrid Laurier.
Il a été lieutenant-gouverneur du Québec et juge à la Cour suprême du Canada.
Un fonds d'archives de Louis-Philippe Brodeur est conservé au centre d'archives de Montréal de Bibliothèque et Archives nationales du Québec. Il y a aussi un fonds Louis-Philippe Brodeur à Bibliothèque et Archives Canada.
Atteint de troubles intestinaux graves depuis 1910, il meurt le 2 janvier 1924 à la suite d'importantes hémorragies intestinales.

## Hommages
La rue Philippe-Brodeur a été nommée en son honneur, en 1954, dans l'ancienne municipalité de Sillery, maintenant présente dans la ville de Québec.